# Erwin Lammenett
Erwin Lammenett (* 2. März 1964 in Schleiden) ist ein deutscher Wirtschaftswissenschaftler und Fachbuchautor.

## Leben
Lammenett studierte Marketing und Informationstechnologie an der Fachhochschule Aachen, der heutigen University of Coventry und der University of Toronto. 2006 promovierte er an der Comenius-Universität in Bratislava. 1999 bis 2001 war er Vorsitzender des Arbeitskreises E-Business im Bundesverband Deutscher Unternehmensberater e.V. 1997 gründete er die Aachen-/Hamburger Internetagentur team in medias, die er bis September 2014 als Geschäftsführer und Online-Marketing-Berater leitete. Seit Oktober 2014 ist er bundesweit als freiberuflicher Berater für E-Business, als Dozent, Vortragsredner und Autor aktiv. 2019 wählte Onpulson gleich zwei seiner Bücher zu den besten Marketing-Büchern für Marketing-Entscheider. Von März 2015 bis Februar 2020 war er Aufsichtsratsvorsitzender der +Pluswerk AG. Lammenett ist leidenschaftlicher Sportler. 2001 reduzierte er sein Gewicht drastisch und absolvierte von 2002 bis 2004 sechs Ironman-Wettbewerbe (3,8 km swim, 180 km bike, 42,2 run). Über seine Erfahrungen schrieb er ein Buch. Seine Story wurde in den Fachmedien vielfach aufgegriffen. Lammenett wird auf der Liste der Persönlichkeiten der Stadt Aachen geführt.

## Lehrtätigkeit
Von 2005 bis 2007 war er Lehrbeauftragter der Fachhochschule Aachen. Von 2011 bis 2015 war er Mitglied im Praxisbeitrat der Fachhochschule Düsseldorf, FB Medien. Seit April 2020 ist er Dozent der Wirtschaftsakademie Wien und Mitglied im Wissenschaftlichen Beirat Lehrgangsentwicklung. Ferner ist er Dozent der ARD/ZDF Medienakademie.

## Monographien
- Der 29-Stunden-Tag des Ironman Managers. 2. Auflage. Feldhaus Verlag, Hamburg 2005, ISBN 3-88264-396-X.
- TYPO3 Online-Marketing-Guide. Affiliate- und E-Mail-Marketing, Keyword-Advertising, Suchmaschinen-Optimierung mit TYPO3. Gabler, Wiesbaden 2007, ISBN 978-3-8349-0639-7.
- Online-Marketing Essentials. Verlag Mainz, Aachen 2011, ISBN 3-86317-017-2.
- Online-Marketing Quick-Wins. 2. Auflage. Verlag Mainz, Aachen 2011, ISBN 978-3-86130-704-4.
- Praxiswissen Online-Marketing. Affiliate-, Influencer-, Content-, Social-Media-, Amazon-, Voice-, B2B-, Sprachassistenten- und E-Mail-Marketing, Google Ads, SEO. 8. Auflage. Springer Gabler, Wiesbaden 2021, ISBN 978-3-658-25134-5.
- Online-Marketing-Konzeption 2019. 4. Auflage. Selbstverlag, Roetgen 2019, ISBN 978-1-79064-193-2.
- Influencer Marketing: Chancen, Potenziale, Risiken, Mechanismen, strukturierter Einstieg, Software-Übersicht. 3. Auflage. Selbstverlag, Roetgen 2019, ISBN 978-1-09-250894-0.

## Einzelbelege
1. ↑  iBusiness - Analysen und Nachrichten.
2. ↑  Onpulson - Das Business-Magazin für den Mittelstand. Die besten Marketing-Bücher für Marketing-Entscheider, 18. Juli 2019. Abgerufen am 22. Juli 2020.
3. ↑  Handelsblatt- 24/7 am Puls. "Ich brauche ein neues Ziel": Fitness: Das magische Dreieck, 28. Mai 2004. Abgerufen am 22. Juli 2020.
4. ↑  tri2b - Triathlonnews. Buchtipp: Der Ironman Manager, 12. Juli 2003. Abgerufen am 22. Juli 2020
5. ↑  Lufthansa Magazin. Lufthansa Exclusive 04/08: Business Manager. Abgerufen am 22. Juli 2020.
6. ↑  Wirtschaftsakademie Wien - Dozenten & Dozentinnen Abgerufen am 22. Juli 2020.
7. ↑  ARD.ZDF medienakademie - Dr. Erwin Lammenett, abgerufen am 22. Juli 2020.

| Personendaten    | Personendaten           |
| ---------------- | ----------------------- |
| NAME             | Lammenett, Erwin        |
| KURZBESCHREIBUNG | deutscher Fachbuchautor |
| GEBURTSDATUM     | 2. März 1964            |
| GEBURTSORT       | Schleiden               |